# 鲤冠孢虫
鲤冠孢虫（学名：Mitraspora cyprini）为球孢科冠孢虫属的动物。分布于日本、俄罗斯以及辽宁、湖北、浙江、四川、云南、武陵山地区等，营寄生生活，寄生在鲫、镜鲤、银鲫的输尿管、膀胱以及鲤的膀胱。